# Танцюрист диско
«Танцюрист диско» (Танцор диско, гінді डिस्को डांसर, англ. Disco dancer) — індійський музичний фільм мовою гінді, знятий Баббаром Субхашем в 1982 році. В даний час[коли?] фільм вважається класикою жанру і найбільш відомий за піснями «Goro ki na kalo ki», «I am a Disco Dancer» і «Jimmy Jimmy Jimmy Aaja».

## Сюжет
Аніл з самого дитинства був вуличним співаком, який виступав разом зі своїм дядьком. Але одного разу його сім'я зіткнулася з багатієм Обероєм, який звинувачує його матір у крадіжці, і жінка сідає у в'язницю. Після того як вона вийшла з в'язниці, Аніл з матір'ю покинули рідне місто. Любов до музики згодом зробила його відомим співаком, і він дістав прізвисько Джиммі. Одного разу, будучи вже досить відомим виконавцем, Джиммі познайомився з Ритою, яка виявилася дочкою того самого Обероя. Дізнавшись про те, що дочка зустрічається з Джиммі, Оберой вирішує перешкодити їхнім стосункам і зруйнувати кар'єру Джиммі.

## В ролях
- Мітхун Чакраборті — Аніл / Джиммі
- Ом Шивпурі — Оберой
- Гіта Сиддхарт — Радха, мати Аніла
- Кім Яшпал — Рита Оберой
- Калпана Айер — Ніккі Браун
- Ом Пурі — Девід Браун
- Каран Раздан — Сем Оберой
- Раджеш Кханна — дядько Раджу
- Боб Кристо[en] — міжнародний вбивця з бару, Кханга
- Юсуф Хан — Баско Колемм

## У радянському кінопрокаті
Вийшов на радянські екрани в червні 1984 року і відразу здобув величезну популярність — його подивилися 60,9 млн глядачів (8-е місце за відвідуваністю серед зарубіжних стрічок).
У радянському виданні вкорочено сцени танців і видалено одну сцену.

## Саундтрек
Автор слів Анджан и Фарук Кайсер, автор музики Баппі Лахірі. 
| #  | Назва                         | Исполнители                 | Тривалість |
| -- | ----------------------------- | --------------------------- | ---------- |
| 1. | «Goro Ki Na Kalon Ki» (Happy) | Суреш Вадкар, Уша Мангешкар | 5:29       |
| 2. | «Goro Ki Na Kalon Ki» (Sad)   | Суреш Вадкар                | 2:53       |
| 3. | «Auva Auva Koi Yahaan Nache»  | Уша Утхуп, Баппі Лахірі     | 5:31       |
| 4. | «Ae Oh Aa Zara Mudke»         | Кишор Кумар                 | 5:58       |
| 5. | «Krishna Dharti Pe Aaja Tu»   | Нанду Бхенде                | 7:27       |
| 6. | «I Am a Disco Dancer»         | Виджай Бенедикт             | 7:47       |
| 7. | «Jimmy Jimmy Jimmy Aaja»      | Парвати Хан                 | 3:05       |
| 8. | «Yaad Aa Raha Hai»            | Баппі Лахірі                | 6:22       |

Пісня «Jimmy Jimmy Jimmy Aaja» є кавер-версією «You're OK» (фр. T'es OK!), хіта групи Ottawan 1980 року випуску.
Інша пісня «I am a disco dancer» написана під явним впливом пісні «D. I. S. C. O.» тієї ж групи.
Пісня «Krishna Dharti Pe Aaja Tu» є кавер-версією пісні Jeremy Faith — «Jesus» (1971).
Пісня «Auva auva — koi yahaan nache» є кавер-версією знаменитої композиції групи The Buggles — «Video Killed the Radio Star».

## Факти
- На початку фільму в кімнаті Джиммі можна побачити постер фільму «Лихоманка суботнього вечора» (1977), героєм якого також є танцівник диско у виконанні Джона Траволти.
- В кінотеатрах Радянського Союзу інший фільм з участю Мітхуна Чакраборті «Танцюй, танцюй» (1987) часто демонструвався під назвою «Танцюрист диско 2. Танцюй, танцюй», хоча і не був сіквелом «Танцюриста диско».
- Кавер-версія пісні «Jimmy Jimmy Jimmy Aaja» під назвою «Jimmy» увійшла в альбом «Kala» (2007) британської співачки тамільського походження M. I. A..
- Пісня «Jimmy Jimmy Jimmy Aaja» звучить також у фільмі «Не жартуйте з Зоханом» (2008).
- Під час виконання Джиммі пісні «I am a Disco Dancer» на стінах сцени можна побачити емблеми Московської олімпіади.